# Vaea Fifita
Pour les articles homonymes, voir Fifita.

a Compétitions nationales et continentales officielles uniquement.

b Matchs officiels uniquement.
Dernière mise à jour le 26 janvier 2023.
Vaea Fifita, né le 17 juin 1992 à Vavaʻu (Tonga), est un joueur de rugby à XV évoluant au poste de deuxième ligne ou de troisième ligne aile. D'abord international néo-zélandais entre 2017 et 2019, il représente ensuite les Tonga à partir de 2022. Il joue avec la province galloise des Scarlets en URC depuis 2022.

## Biographie
Vaea Fifita est le frère cadet du deuxième ligne international tongien Leva Fifita.

## Carrière

### En club
Vaea Fifita est né aux Tonga, sur l'île de Vavaʻu, où il commence à jouer au rugby à l'âge de quatre ans. Il est ensuite scolarisé au Tonga College (en) à Nukuʻalofa.
En 2010, alors qu'il est âgé de 17 ans, il est appelé avec la sélection scolaire tongienne pour disputer une tournée en Nouvelle-Zélande, où ils affrontent leurs homologues locaux. Repéré par son talent, il se fait proposer une bourse d'études au Tamaki College (en) d'Auckland. Il termine alors ses études avec ce lycée, et joue avec l'équipe de l'établissement, où il se montre déjà performant. 
Après avoir terminé le lycée, il participe à la Rugby Academy organisée par l'ancien All Black Murray Mexted. Il se fait alors remarquer Mexted, qui décide de s'en occuper personnellement, et lui permet de rejoindre en 2012 le club des Wellington Axemen dans le championnat amateur de la région de Wellington en 2012. Avec cette équipe, il se fait remarquer dès sa première saison en inscrivant vingt-six essais dès sa première saison, et participe à l'accession de son équipe à la première division régionale. 
Grâce à ses performances, il joue avec la sélection à sept de la province de Wellington en 2013, et joue son premier match professionnel à XV lors NPC la même année,. La saison suivante, il obtient un contrat professionnel avec Wellington, et devient rapidement un joueur très utilisé au sein de sa province.
En 2015, grâce à ses performances au niveau provincial, il joue deux rencontres avec les Hurricanes en Super Rugby. A la fin de la saison, alors qu'il devait initialement rejoindre le club de Lyon en France, il signe un contrat professionnel avec les Hurricanes, portant jusqu'en 2018.
Avec les Hurricanes, il s'impose immédiatement comme un élément important, aussi bien au poste de deuxième ligne que de troisième ligne aile, et se fait remarquer par sa puissance et son activité. Il est titulaire lors de la finale 2016, que son équipe remporte face aux Lions.
En 2021, après avoir vu son temps de jeu aux Hurricanes baisser lors des deux précédentes saisons, il décide de rejoindre le championnat anglais et le club des Wasps,.
Après une unique saison avec les Wasps, il rejoint la province des Scarlets à partir de la saison 2022-2023 de United Rugby Championship.

### En équipe nationale
Vaea Fifita fait ses débuts internationaux avec la Nouvelle-Zélande en tant que remplaçant le 16 juin 2017 à l'occasion d'un test match face aux Samoa. Il marque un essai au cours du match. Il est retenu par Steve Hansen pour jouer le Rugby Championship 2017, mais ne joue pour la première fois dans le tournoi que pour le troisième match contre l'Argentine, qu'il joue en intégralité. Il se distingue particulièrement lors de ce match, où il marque également un essai sur un exploit personnel.
Après deux ans où il est régulièrement présent dans l'effectif des All Blacks, il manque la Coupe du monde 2019, après une série de blessures et de méformes,.
Fifita profite de l'assouplissement des règles de sélections en équipe nationale, désormais un joueur peut jouer pour une autre sélection nationale, s'il est né dans cet autre pays ou si l'un de ses parents ou grands-parents y est né et s'il n'a plus joué avec sa sélection depuis trois ans. Étant né aux Tonga, et n'ayant plus disputé de rencontres avec les All Blacks depuis 2019, il est sélectionné par les Tonga pour disputer les tests d'automne 2022. Il obtient sa première sélection avec les Ikale Tahi le 5 novembre 2022 contre l'Espagne à Malaga.

## Palmarès

### En club
- Vainqueur du Super Rugby en 2016 avec les Hurricanes.

### En équipe nationale
- Vainqueur du Rugby Championship en 2017.

## Statistiques
Au 11 février 2021, Vaea Fifita compte 11 capes en équipe de Nouvelle-Zélande, dont sept en tant que titulaire, depuis le 16 juin 2017 contre l'équipe des Samoa à Auckland. 
Il participe à deux éditions du Rugby Championship, en 2017 et 2019. Il dispute quatre rencontres dans cette compétition.